# Eslaus orientals

Països habitats per eslaus (eslaus orientals en verd mitjà)

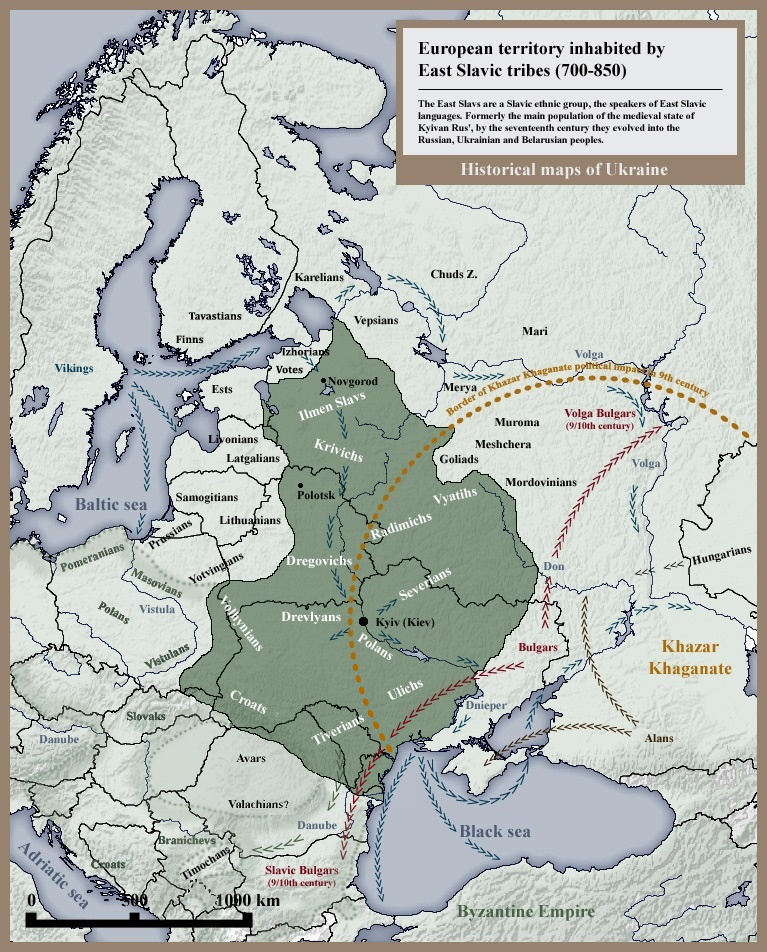
Territori europeu habitat per tribus eslaves orientals als segles i.

Els eslaus orientals són pobles eslaus que parlen llengües eslaves orientals. Antigament, era la principal població de l'estat medieval de la Rus de Kíev, però al segle xvii ja incloïa els russos, ucraïnesos i belarussos.

### Fonts

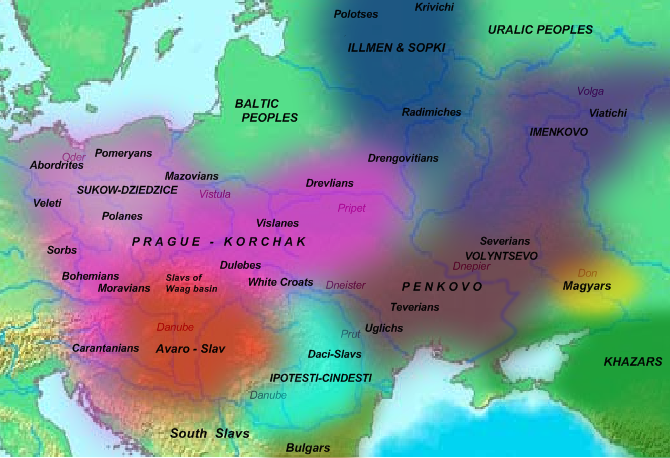
Primeres tribus eslaves orientals vers el

## Història

### Migracions
No hi ha consens entre els estudiosos pel que fa a l'urheimat dels eslaus. En el primer mil·lenni de la nostra era, els colons eslaus és probable que hagin estat en contacte amb altres grups ètnics que es van mudar a l'altra banda de la plana d'Europa oriental durant les Invasions bàrbares. Entre els segles ix i ix, els sàrmates, huns, alans, àvars, búlgars i magiars passen per l'Estepa Pòntica en les seves migracions cap a l'oest. Encara que alguns d'ells podrien haver subjugat els eslaus de la regió, aquestes tribus estrangeres deixaren poques empremtes en les terres eslaves. L'alta edat mitjana també va contemplar l'expansió eslava com a agricultor i apicultor, caçador, pescador, pastor, i paranyer. Al segle vuitè, els eslaus eren el grup ètnic dominant a la plana d'Europa oriental.
Cap a l'any 600 dC, els eslaus s'havien dividit lingüísticament en les branques meridional, occidental, i oriental. Els eslaus orientals practicaven la tala i crema, un mètode agrícola que estava ben adaptat als boscos sense fi en què es van establir. Aquest mètode d'agricultura va implicar aclarir extensions de boscos amb foc, conrear-les i abandonar-les als pocs anys. La tala i crema requereix un moviment freqüent, ja que els sòls conreats d'aquesta manera només donen bones collites durant uns anys abans d'esgotar-se, i la dependència de l'agricultura de tala i crema dels eslaus de l'Est explica la seva ràpida propagació a través d'Europa de l'Est. Els eslaus orientals van inundar Europa de l'Est en dos corrents. Un grup de tribus es van assentar al llarg del riu Dnièper, en el que avui és Ucraïna, i Belarús al Nord, que després es va estendre cap al nord fins al nord de la vall delVolga, a l'est de l'actual Moscou i cap a l'oest fins a les conques del nord de rius Dnièster i Buh Meridional de l'actual Ucraïna i sud d'Ucraïna.
Un altre grup d'eslaus orientals emigrà des de Pomerània al nord-est, on es van trobar amb el varegs del Kaganat Rus i va establir un important centre regional a Nóvgorod La mateixa població eslava també va establir l'actual óblast de Tver i la regió de Belozersk. Havent arribat a les terres dels mari prop de Rostov, es va vincular amb el grup d'immigrants eslaus del Dnièper.

### Període pre-kievà

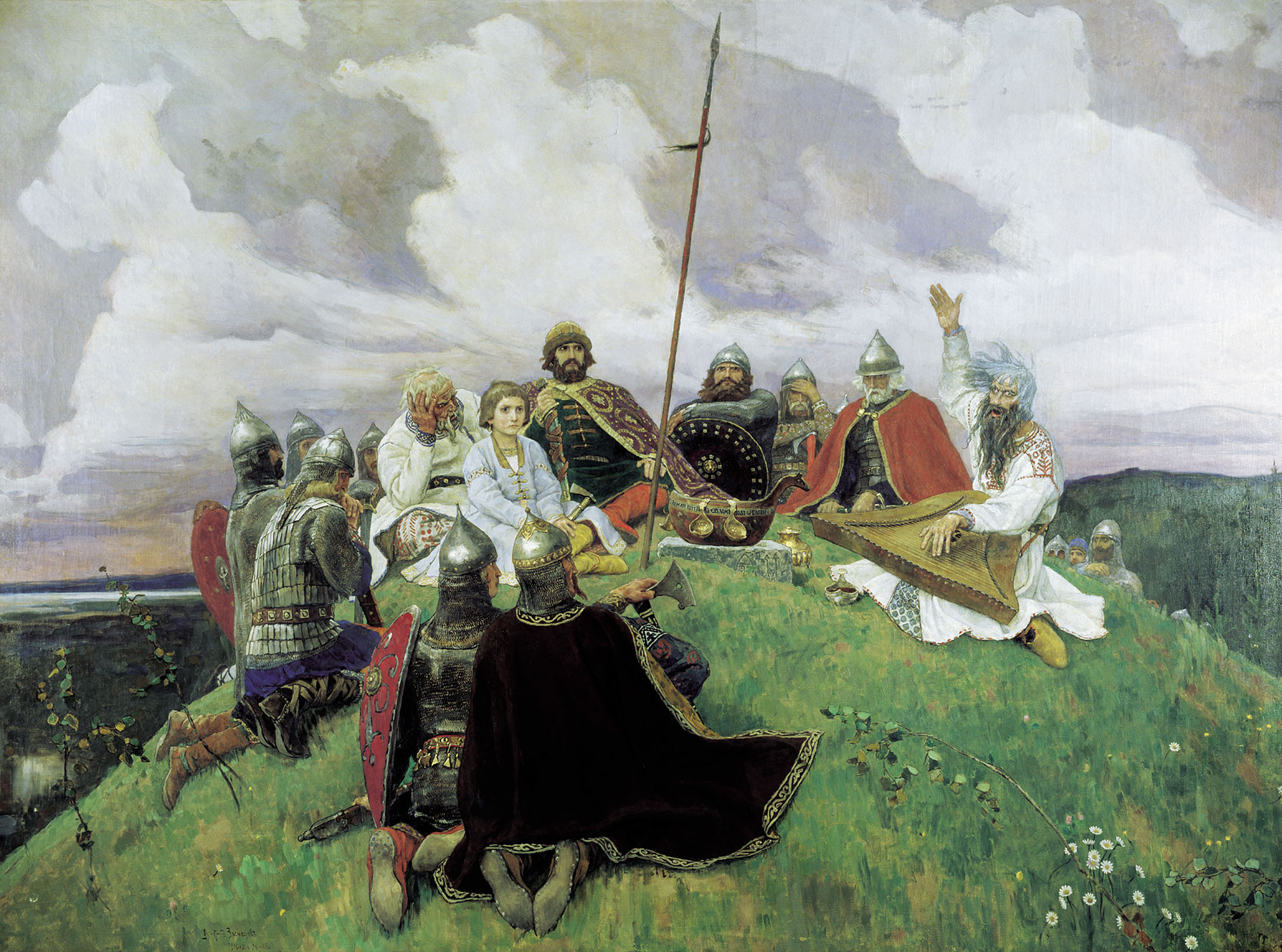
Víktor Vasnetsov. Boyan (1910).

En els segles viii i ix, les branques al meridionals de les tribus eslaves orientals havien de pagar tribut als khàzars, un poble de parla turquesa que va adoptar el judaisme a la fi del segle viii o ix i va viure a les regions del sud del Volga i el Caucas. Aproximadament en el mateix període, els eslaus ilmen i krivitxi van ser dominats pels varegs del Kaganat Rus, que controlava la ruta comercial entre el Mar Bàltic i l'Imperi Romà d'Orient.
Els primers centres tribals dels eslaus orientals incloïen Nóvgorod, Izborsk, Polotsk, Gnezdovo i Kíev. L'arqueologia indica que van aparèixer al llindar del segle x, poc després que els eslaus i finesos de Nóvgorod s'haguessin rebel·lat contra els nòrdics i els van obligar a retirar-se a Escandinàvia. El regnat d'Oleg de Kíev al segle x va ser testimoni de la tornada dels varegs a Nóvgorod i el trasllat de la seva capital a Kíev sobre el Dnièper. A partir d'aquesta base, la mesclada població varega-eslava (coneguda com a Rus') va posar en marxa les expedicions contra Constantinoble.
Al principi, l'elit governant va ser principalment nòrdica, però va ser eslavitzada ràpidament a mitjan segle. Sviatoslav I de Kíev (que va regnar al 960) va ser el primer governant rus amb un nom eslau.

## Moderns eslaus orientals
Els moderns pobles eslaus orientals i els grups ètnics són:
- Russos
  - Pomors
  - Polekhs
  - Goriuns
  - Kamtxadals
  - Russos lipovans
  - Cosacs
    - Cosacs del Don
    - Cosacs del Kuban
    - Cosacs de Terek
    - Cosacs d'Astracan
    - Cosacs de l'Ural
    - Cosacs d'Orenburg
    - Cosacs de Sibèria
    - Cosacs de Semiretxensk
    - Cosacs del Baikal
    - Cosacs de l'Amur
    - Cosacs d'Ussuri
- Rutens
  - Belarussos
    - Poleszuks

  - Ucraïnesos
    - Poleszuks
    - Hutsuls
    - Boicos
    - Lemkos
    - Rusins (també considerats com a nació separada)